# Liza del Sierra
Liza del Sierra, pseudonimo di Émilie Delaunay (Pontoise, 30 agosto 1985), è un'attrice pornografica francese.

## Biografia
Liza del Sierra, nome d'arte di Émilie Delaunay, è nata nell'agosto 1985 a Pontoise, nella regione Île-de-France, ed è cresciuta sia a Gravelines sia a Bordeaux. Dopo aver lavorato come spogliarellista, nel 2005 ha intrapreso la carriera di attrice pornografica girando il suo primo film pornografico con la casa di produzione Marc Dorcel. Dopo aver girato diversi film in Francia, ha lavorato per un certo periodo nell'industria pornografica ungherese. In un'intervista del 2012 ha dichiarato di aver fatto la escort per qualche tempo, quando non riceveva abbastanza offerte di film. In seguito, dopo aver girato un gonzo in Francia con Manuel Ferrara, è andata a lavorare negli Stati Uniti dove ha ricevuto diverse candidature agli AVN Awards: la sua carriera nell'industria pornografica statunitense l'ha aiutata a raggiungere una maggiore fama nel suo paese d'origine. In questo modo, si è fatta conoscere dal grande pubblico all'inizio degli anni 2010. Dopo essere tornata in Francia, ha iniziato a dirigere e produrre film pornografici e, nel 2014, la produzione di uno dei suoi film come regista è stata oggetto di un documentario sull'industria della pornografia trasmesso su France 2.
Ha lasciato il mondo della pornografia nel 2013, lavorando prima come addetta alle pulizie per privati, poi come assistente di cura come sua madre. Tuttavia, il suo cambiamento di carriera è stato complicato dalla sua fama di attrice e, dopo una brutta esperienza in una casa di riposo, ha scelto i turni di notte per incontrare meno persone possibile. Dopo questa pausa, nell'agosto 2017 ha annunciato il suo ritorno sul suo account Twitter, con la ripresa di cinque nuove scene.
Nell'agosto 2018 ha fondato la sua società di produzione, la 33Films. Nel 2020 ha prodotto e diretto il suo primo lungometraggio erotico, Journal d'une débutante, interpretato da Lina Luxa e Lucy Heart. In esso racconta la storia di una principiante della pornografia e delle persone che la compongono, con gentilezza e umorismo. Il film è stato trasmesso su Canal+ e Liza del Sierra ne ha composto anche la colonna sonora. Nel 2021, dopo aver raccolto testimonianze e suggerimenti da vari professionisti del settore, Liza del Sierra redige la prima carta etica per l'industria pornografica francese con l'aiuto del sociologo Alexandre Duclos e dell'avvocato Matthieu Cordelie. Nel 2022, in concomitanza con la pubblicazione da parte del Senato francese  di un rapporto  sulla pornografia, Liza del Sierra è sottoposta ad un'audizione dai senatori che hanno partecipato alla pubblicazione del rapporto.

## Filmografia
- Liza del Sierra nel 2010Deux soeurs (2005)
- Soubrettes de Charme (2005)
- Encore Plus Sexe la Vie (2006)

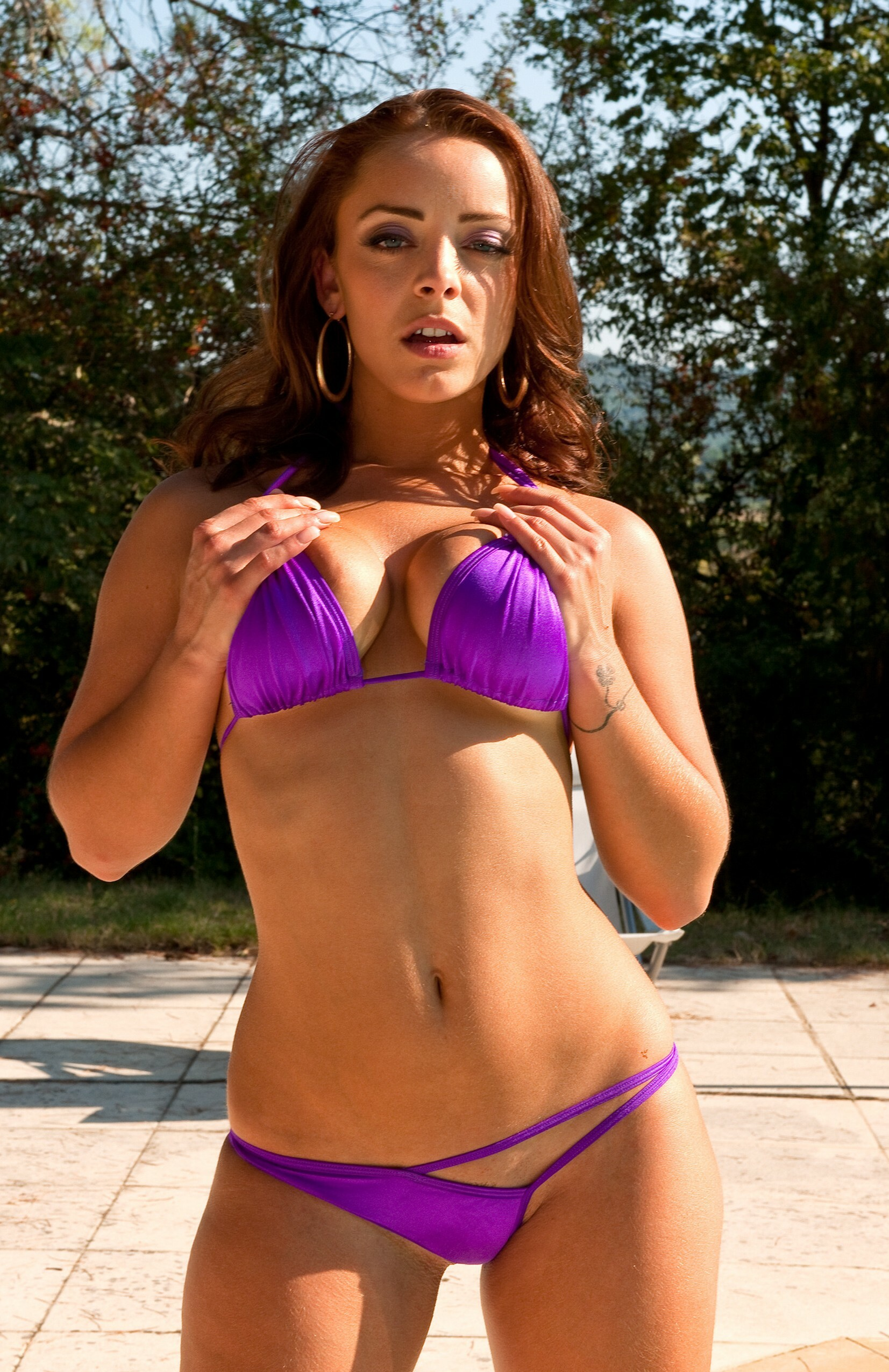
Liza del Sierra nel 2010

- Je me tape une Pornstar 1 (2006)
- Madness: Follia (2007)
- Oksana: L'Experience (2007)
- Majorettes (2008)
- Petites vicieuses au pensionnat (2008)
- Orgies bourgeoises à Paris (2009)
- Private Specials 27: Fuck My Big Boobs (2009)
- Titmania: Big Is Better (2010)
- Titmania: Fancy Tits (2010)
- Lisa sans limites... (2011)
- Mangez-moi (2011)
- POV Jugg Fuckers 4 (2011)
- Big Wet Tits 11 (2012)
- Fuck My Tits 7 (2012)
- Monster Curves 19 (2012)
- Titty Creampies 3 (2012)
- Big Tits At Work 20 (2013)
- Boobday 1 (2013)
- Monster Curves 21 (2013)
- Pornstars Like It Big 18 (2013)
- Indecent Encounters 1 (2014)
- Liza del Sierra all'AVN Adult Entertainment Expo del 2012Sextapes de Liza (2014)
- Big Tit Overload (2015)
- Busty Brunettes (2015)

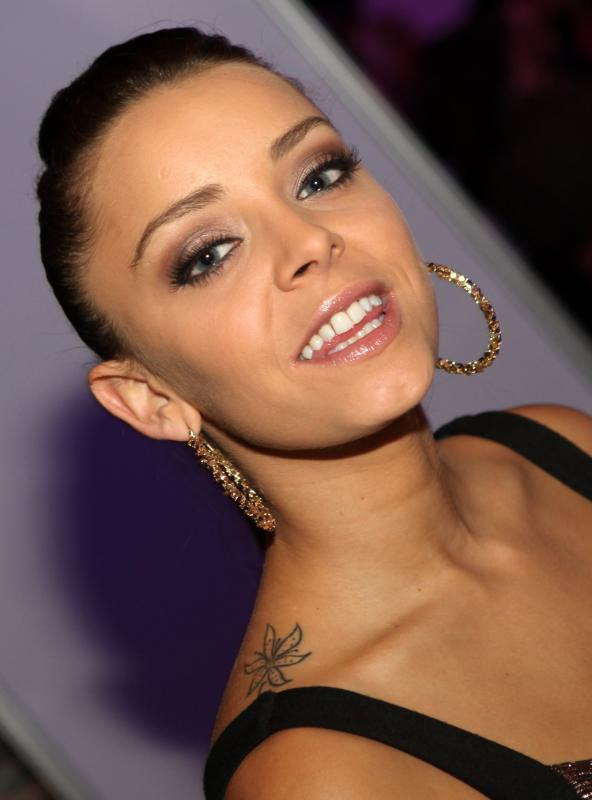
Liza del Sierra all'AVN Adult Entertainment Expo del 2012

- Gros Seins Naturels Made in France (2015)
- Lost In Liza's Curvy Body (2015)
- Pornochic 25: Anissa (2015)
- Double the Fun (2016)
- Manoir de l'Amour (2016)
- Tremendous Tits (2016)
- Club Xtrem 2: Liza et Melody sans limites (2017)
- Two For One Fun (2017)
- Hot Tits 4 (2018)
- Liza, secrétaire aux gros seins (2018)
- Sexpionage (2018)
- Sexual Negotiations (2018)
- Sneaky Sex 8 (2018)
- Amazing Big Tits 4 (2019)
- Liza Del Sierra Rewards Males Employees (2019)
- Prison sous haute tension (2019)
- Fucking With Friends 14 (2020)
- Next Door MILF 2 (2020)
- Sex Therapy (2020)
- Slippery When Wet 5 (2020)
- Anal Encounters 1 (2021)
- Cougar Sightings 5 (2021)
- Dirty Masseur 19 (2021)
- Sex 4 Rent 12 (2021)